# Niefern-Öschelbronn
Niefern-Öschelbronn är en kommun och ort i Enzkreis i regionen Nordschwarzwald i Regierungsbezirk Karlsruhe i förbundslandet Baden-Württemberg i Tyskland.
Kommunen bildades 1 augusti 1971 genom en sammanslagning av kommunerna Niefern och Öschelbronn. Kommunen fick nuvarande namnet 18 november 1971.